# Ë (латиница)
Ë, ë (E с умлаутом/E с диерезисом) — буква расширенной латиницы.
В албанском, делаварских, кашубском и люксембургском языках обозначает нейтральный гласный [ə].
В нидерландском, французском языках, в языке африкаанс означает отдельно читаемую букву «E», то есть буква не образует дифтонга с соседней гласной: фр. Noël (/nɔ.ɛl/) — Рождество, фр. Citroën — «Ситроен», нидерл. koloniën — колонии, англ. Diogenes Laërtius — Диоген Лаэртский, нем. Abdiël — Авдиил (библейский персонаж). В этих случаях диакритический знак (надстрочное двоеточие) играет роль диерезиса, а не умлаута, как в более известных и распространённых немецких буквах «Ä», «Ö», «Ü»; не следует путать эти различные диакритические знаки одинакового начертания. 
В английском языке иногда используется в заимствованных собственных именах, хотя в большинстве случаев опускается: 
- когда e находится после другой гласной и произносится отдельно от неё (Moët, Raphaël);
- когда e находится в конце слова и произносится (Chloë, Brontë).

В некоторых СМИ (например, в еженедельнике «The New Yorker» и в журнале «MIT Technology Review») диерезис в указанных случаях используется и в собственно английских словах (freeëst, reëlect и др.). 
Буква также используется в записи латиницей искусственного языка квенья. Эта буква используется тогда, когда слово заканчивается на звук «э» и нужно подчеркнуть, что он произносится, а не сокращается, как в английском.